# نقطه نرم‌شدگی ویکات
نقطه نرم‌شدگی ویکات یا سختی ویکات، نقطه‌ای تعریف شده برای موادی مانند پلاستیک است که حدفاصل حالت مایع و جامد در آنها را نمی‌توان با یک نقطه مشخص بیان کرد. استفاده عمدهٔ آن در مهندسی، در تعیین زمان گیرش سیمان و گچ است.
در آزمایش تعیین گیرش، دو گیرش ابتدایی و نهایی ثبت می‌شوند.

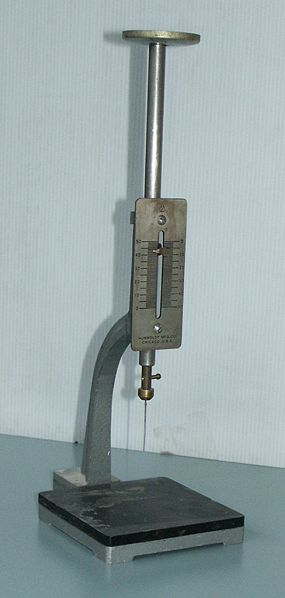
دستگاه ویکات برای اندازه‌گیری گیرش خمیره سیمان و گچ

دستگاه ویکات از یک پایه تشکیل شده‌است که بر روی آن میلهای متحرک به وزن ۳۰۰ گرم قرار گرفته‌است. در قسمت پایین میله یک سوزن استاندارد متصل شده که مقدار فرورفتن در ردون گچ یا سیمان سوزن در ماده مورد آزمایش، گیرش آن را در زمان مورد نظر نشان می‌دهد.